# Linia demarkacyjna III Rzesza – ZSRR
Linia demarkacyjna III Rzesza – ZSRR – granica stref wpływów pomiędzy III Rzeszą a Związkiem Radzieckim na okupowanym przez Wehrmacht i Armię Czerwoną terytorium II Rzeczypospolitej, ustalona 28 września 1939 roku w Moskwie w traktacie o granicach i przyjaźni III Rzesza – ZSRR, delimitowana w terenie, istniejąca do ataku Niemiec na ZSRR 22 czerwca 1941 roku.
Zgodnie z protokołem dodatkowym do podpisanego w dniu 23 sierpnia 1939 roku paktu Ribbentrop-Mołotow, na wypadek przekształcenia terytorialno-politycznego na terenach państw bałtyckich oraz Polski, granicę strefy interesów III Rzeszy i ZSRR miały stanowić: północna granica Litwy (do której miano dołączyć Wileńszczyznę) oraz – na terenie Polski – linia: Narew–Wisła–San. W wykonaniu ustaleń paktu Ribbentrop-Mołotow III Rzesza i ZSRR dokonały we wrześniu 1939 roku agresji na Polskę.
28 września 1939 roku – bezpośrednio po kapitulacji Warszawy – w zawartym w Moskwie  pakcie o granicach i przyjaźni III Rzesza i ZSRR dokonały wbrew prawu międzynarodowemu ( konwencja haska IV z 1907 roku) wytyczenia granicy niemiecko-sowieckiej na okupowanym wojskowo terytorium Polski.
4 października 1939 roku utworzono radziecko-niemiecką centralną komisję graniczną dla wyznaczenia granic między państwowymi interesami ZSRR i Niemiec. Na jej czele stanęli: ze strony niemieckiej radca Henke, a ze strony sowieckiej szef wydziału środkowoeuropejskiego Komisariatu Ludowego Spraw Zagranicznych (ros. Narkomindieł) Aleksandrow. Wojska Pograniczne NKWD otrzymały rozkaz wzięcia pod ochronę granicy państwowej (linii demarkacyjnej) 8 października 1939 roku. Na około 1500 kilometrach linii granicznej postawiono 2820 słupów granicznych. Oficjalny komunikat sowiecki o zakończeniu delimitacji granicy ogłoszono w Moskwie 5 marca 1940 roku – w tym samym dniu, kiedy zapadła decyzja o wymordowaniu polskich jeńców wojennych.
W końcu czerwca 1940 roku po ultimatum ZSRR nastąpiła okupacja krajów bałtyckich przez Armię Czerwoną, której konsekwencją była w początku sierpnia 1940 roku aneksja Litwy, Łotwy i Estonii przez ZSRR w formie republik radzieckich. Granica Litwy z III Rzeszą stała się w ten sposób granicą sowiecko-niemiecką. 17 sierpnia 1940 roku w Berlinie przedstawiciele III Rzeszy i ZSRR podpisali w konsekwencji porozumienie o stosunkach prawnych obowiązujących przy granicy oraz zmianie nazwy linia graniczna na granica państwowa.
Linia demarkacyjna pomiędzy III Rzeszą a ZSRR na terytorium państwa polskiego była uznawana za linię graniczną wyłącznie przez obu sygnatariuszy-agresorów: III Rzeszę i ZSRR. Linia ta zaczynała się w okolicach wsi Kalety, gdzie stykała się z przedwojenną granicą polsko-litewską. Stamtąd biegła przeważnie w kierunku zachodnim przez tereny Puszczy Augustowskiej, na północ od Augustowa, do okolic wsi Chomontowo, gdzie stykała się z przedwojenną granicą polsko-niemiecką. Dalej biegła w kierunku południowo-zachodnim wzdłuż starej granicy aż do rzeki Pisy. Następnie w dół Pisy, aż do jej ujścia do Narwi w okolicach Nowogrodu. Dalej w dół Narwi aż do miejsca położonego około 5 kilometrów na północny wschód od Ostrołęki. Stąd granica biegła w kierunku południowo-wschodnim, mijając od wschodu Ostrów Mazowiecką, aż do rzeki Bug, którą osiągała około 5 kilometrów na wschód od Małkini. Dalej w górę Bugu aż do ujścia rzeki Sołokija koło Krystynopola. Stamtąd w górę Sołokiji aż do Uhnowa. Dalej biegła w kierunku przeważnie zachodnim i południowo-zachodnim, przecinając Roztocze i mijając od południa Bełżec i Cieszanów, zaś od północy Lubaczów, aż do rzeki San około 5 kilometrów na północny zachód od Sieniawy. Dalej w górę Sanu aż do okolic jego źródeł w Bieszczadach, gdzie stykała się z przedwojenną granicą polsko-węgierską (do marca 1939 roku będącą granicą polsko-czechosłowacką).